# Xã Fairfield, Quận Butler, Ohio
Xã Fairfield (tiếng Anh: Fairfield Township) là một xã thuộc quận Butler, tiểu bang Ohio, Hoa Kỳ. Năm 2010, dân số của xã này là 21.373 người.